# مستشفى الصداقة الحكومي الكويتي البنغلاديشي
حكومة الصداقة الكويتي البنغلاديشي المستشفى (بالبنغالية: কুয়েত বাংলাদেশ মৈত্রী সরকারি হাসপাতাল) هو مستشفى حكومي يقع في دكا، بنغلاديش. موّلته اللجنة الكويتية المشتركة للإغاثة. وهو أول مستشفى يُقدِّم خدمات طبية لمرضى فيروس كورونا وفقًا لتوجيهات حكومة بنغلاديش.

## الموقع
يقع مستشفى الصداقة الكويتي البنغلاديشي في شارع إيشا خان، القطاع السادس، أوتارا، دكا. خلف كلية راجوك أوتارا النموذجية.

## التاريخ
في 10 يونيو 2001، افتتحت رئيسة الوزراء شيخة حسينة مستشفى الصداقة الكويتي البنغلاديشي. في عام 2002، أوقفت لجنة الإغاثة الكويتية المشتركة تمويل المستشفى، بسبب الأزمة المالية.
أُبرمت اتفاقية إيجار بين وزارة الصحة واتحاد المستشفيات الأمريكية في 16 ديسمبر 2002. وبموجب الاتفاقية، نقلت الحكومة مسؤوليتها إلى اتحاد المستشفيات الأمريكية. وبعد الاتفاقية، تم تغيير اسم المستشفى إلى «المستشفى الأمريكي التخصصي الفائق». وبموجب الاتفاقية، كان على الجهة المسؤولة الارتقاء بالمستشفى إلى المعايير الدولية بحلول 30 يونيو 2008. إلا أن المنظمة لم تفعل ذلك. وفي عام 2009، رفعت الحكومة دعوى قضائية ضد اتحاد المستشفيات الأمريكية لاستيلاءه على حقوق المستشفى الحكومي بشكل غير قانوني، تاركةً مسألة إلغاء الاتفاقية معلقة. وبعد ست سنوات، حكمت المحكمة لصالح الحكومة، وسُلمت حضانة المستشفى إلى وزارة الصحة.
وأعيد افتتاح المستشفى في وقت لاحق تحت إدارة وزارة الصحة. نُقلت مسؤوليته إلى مستشفى كورميتولا العام في يونيو 2016. وبعد عامين، عيّنت وزارة الصحة مديرًا جديدًا. وفي ديسمبر من العام نفسه، افتُتح قسم داخلي بسعة 100 سرير.

## الموظفين والخدمات
اعتبارًا من مايو 2020، بلغ عدد أسرّة المستشفى 200 سرير، منها 26 سريرًا في وحدة العناية المركزة. ويعمل بالمستشفى 95 طبيبًا لتقديم الخدمات الطبية، و113 ممرضة وممرضًا. ويشرف على المستشفى ثلاثة أطباء متخصصين في الطب الأيورفيدي. وتُقدم خدمات متنوعة في حوالي 22 قسمًا، بما في ذلك غرفة العمليات، ووحدة العناية المركزة، وقسم الفحص، والحجرات، والأجنحة، وقسم العيادات الخارجية، وقسم الطوارئ.

## البنية التحتية
يقع مستشفى الصداقة الكويتي البنغلاديشي على أرض مساحتها ثلاثة أفدنة، ويتألف من مبنى مكون من سبعة طوابق.

## الدور في الجائحة
كان هو المستشفى الأول في بنغلاديش الذي عينته حكومة بنغلاديش للرعاية الطبية لمرضى كورونا. المستشفى أصبح مركزًا رئيسيًا لعلاج فيروس كورونا.